# Adalbero I. (Basel)
Adalbero I., erwähnt 915,  war  Bischof von Basel.
Bischof Adalbero I. schenkte dem Kloster Einsiedeln den Ort Sierenz im Oberelsass. Sonst liegen über ihn keine gesicherten Nachrichten vor. In der ältesten bekannten Basler Bischofsliste aus der Abtei Münster im Elsass fehlt er. Als Bischof von Basel war er Nachfolger von Iringus oder von Ricuinus. Sein Nachfolger war möglicherweise Rudolf II., der vermutlich 917 beim Ungarneinfall in Basel ums Leben kam.